# اسماعیل ساسی
اسماعیل ساسی (انگلیسی: Ismail Sassi؛ زادهٔ ۲۴ دسامبر ۱۹۹۱) بازیکن فوتبال اهل فرانسه است.
وی همچنین در تیم ملی فوتبال تونس بازی کرده‌است.